# Johan Kock (revolutionär)
Johan Kock, född 4 juni 1861 i Finland, död 13 april 1915 i Fitchburg, Massachusetts i USA, var revolutionär, författare och publicist.
Kock fick officersutbildning i Ryssland och efter underkaptens avsked, slog sig ned i Esbo 1897 som småbrukare. Han blev känd för sina socialrevolutionära idéer och var under storstrejken 1905 chef för nationalgardet i den finländska huvudstaden. Hans begåvning och goda möjligheter att knyta kontakter i Helsingfors hade delvis sin orsak i att han talade och skrev flytande på finska, svenska och ryska. I månadsskiftet juli-augusti följande år försökte Kock få oroligheterna bland trupperna på Sveaborg att sprida sig, bland annat genom att utlysa en ny storstrejk, men den misslyckades. Han flydde därefter till Amerika, där han verkade som journalist och lantbrukare, utgav 1906 memoarverket Seitsemän päivää keskusasemalla (Sju dagar vid centralstationen), och postumt utkom 1916 Avoin kirje, herra Arvid Järnefeltille (Öppet brev till herr Arvid Järnefelt).